# Прапор Волгоградської області
Прапор Волгоградської області — є символом Волгоградської області. Прийнято 18 вересня 2000 року.

## Опис
Прапор Волгоградської області являє собою прямокутне червоне полотнище в пропорціях 2:3 із зображенням посередині в білому кольорі фігури статуї Матері — Батьківщини, установленої на Мамаєвом кургані. Висота статуї становить три чверті ширини полотнища прапора області. Паралельно ратищу зображено дві сині вертикальні смуги, кожна шириною в одну шістнадцяту довжини прапора області й розділені таким же відстанню між собою й від краю прапора області.